# Martinstor
Das Martinstor (im Mittelalter auch Norsinger Tor) in der Kaiser-Joseph-Straße ist im Vergleich zum Schwabentor der ältere der beiden noch erhaltenen Tortürme der mittelalterlichen Stadtbefestigung von Freiburg im Breisgau.

## Geschichte
Durch dendrochronologische Untersuchungen der Holzbalken auf das Jahr 1202 datiert, wurde das Tor als „Porta Sancti Martini“ 1238 erstmals urkundlich erwähnt. Die Grundfläche beträgt 10 auf 11 Meter. Die Mauerstärke nach Süden beträgt unten 3,10 m und im Obergeschoss 2,70 m; die Seitenmauern sind etwas schwächer. Das Martinstor war früher bündig in die Stadtmauer eingefügt und mit dem Wehrgang hinter den Zinnen der Mauerkrone verbunden. An der Ostseite des Martinstors ist diese ehemalige Öffnung in einigen Metern Höhe zu erkennen.

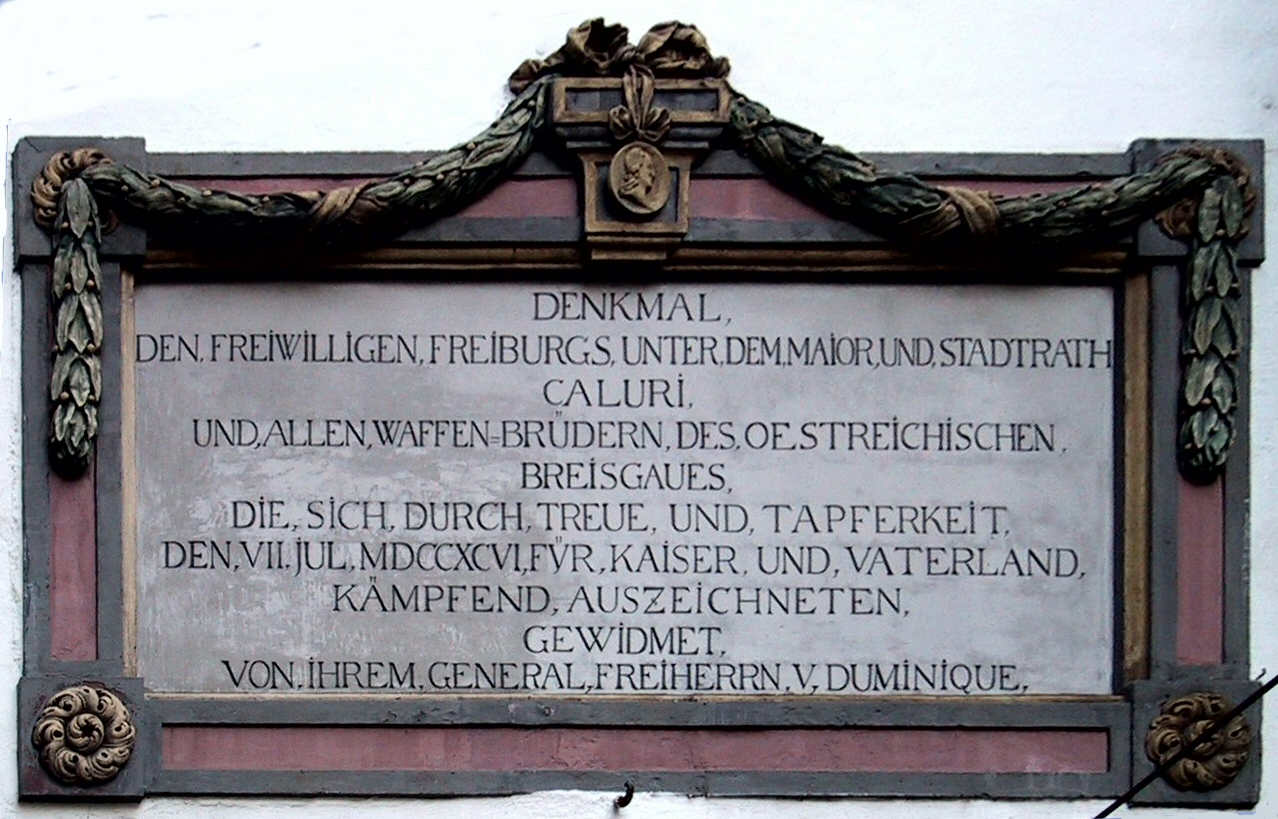
Gedenktafel anlässlich der Kämpfe der Freiburger Bürgerwehr gegen französische Revolutionstruppen 1796

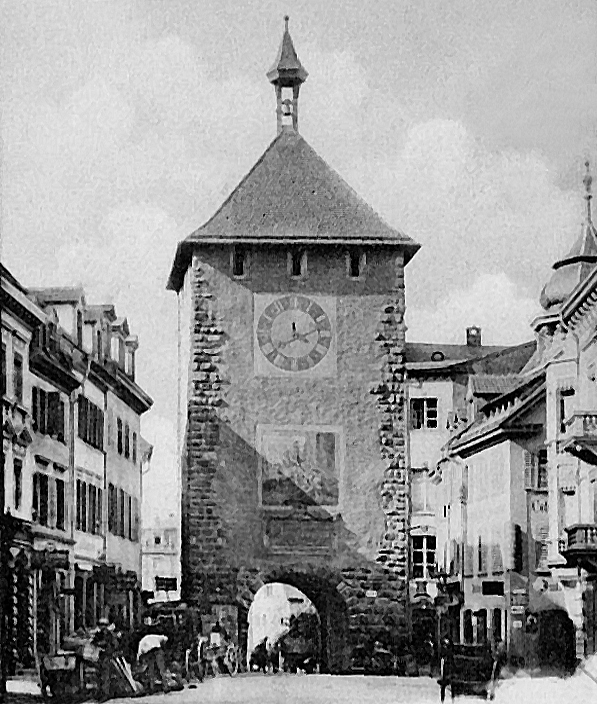
Martinstor, Stadtseite, vor dem Umbau, ca. 1900

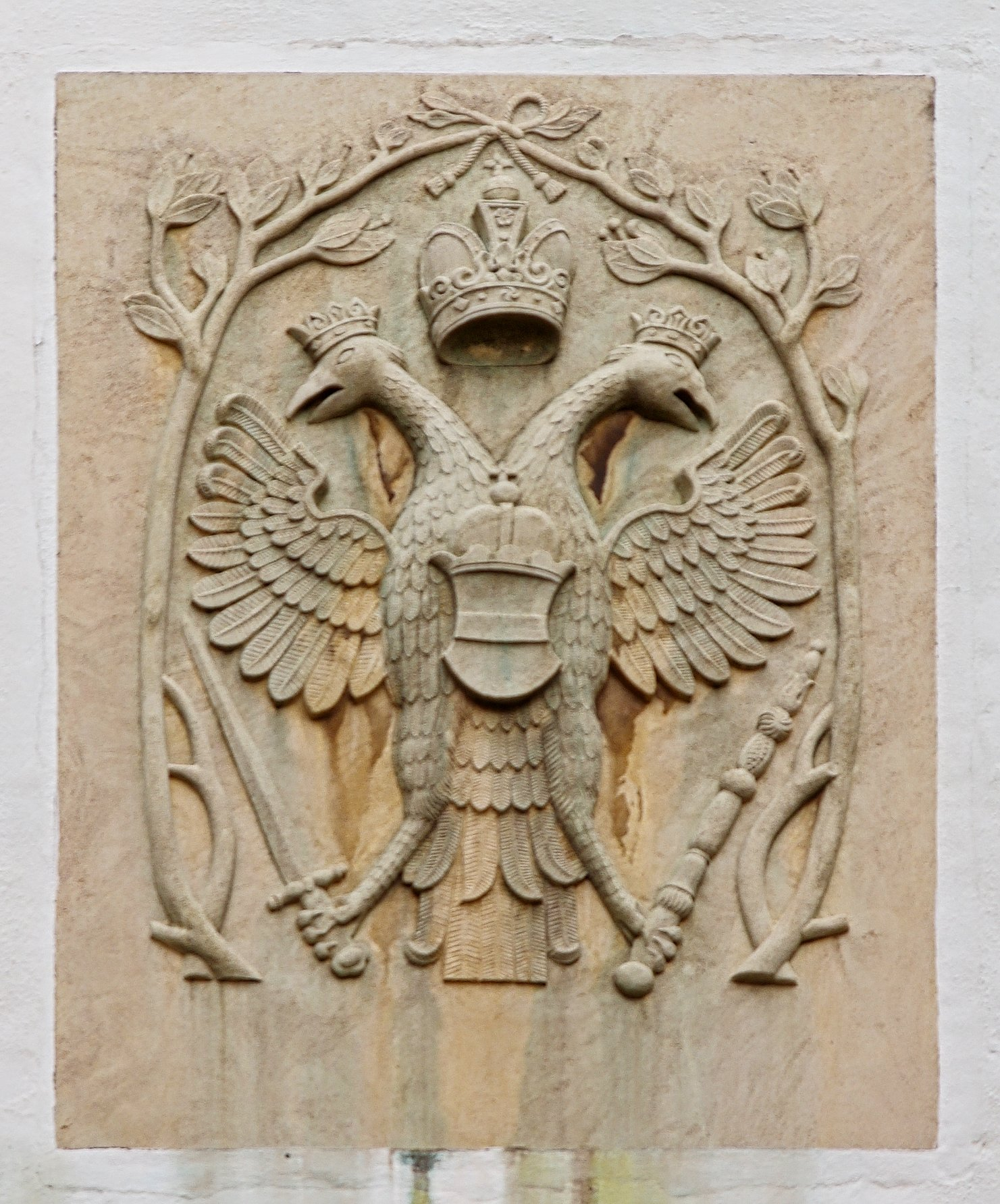
Doppeladler

Im Laufe der Jahrhunderte wurde es mehrfach umgebaut; zeitweilig diente es auch als Gefängnis, von dessen Insassen man sagte, man habe ihnen „den Martinsmantel umgehängt“.
Seit dem 17. Jahrhundert war die Stadtseite mit einem Bildnis des Hl. Martin geschmückt. Die Verbindung zu den Vorstädten verlor das Martinstor in dieser Zeit durch den Festungsbau und die Einebnung der Vorstädte durch Sébastien Le Prestre de Vauban. Nun diente die Salzstraße als Zufahrt aus dem Höllental.
Das Martinsbildnis wurde mehrmals erneuert, zuletzt 1851 von Wilhelm Dürr. 1968/69 wurde es entfernt. Bisher konnte der Freiburger Stadtrat sich nicht für eine neue Darstellung entscheiden, so dass über einer noch vorhandenen Schrifttafel zum Gedenken an die Kämpfe der Freiburger Bürgerwehr gegen französische Revolutionstruppen eine leere Fläche zu sehen ist.
Bis zum Ausgang des 19. Jahrhunderts blieb das Martinstor weitgehend unverändert. Während Teile der Bürgerschaft aus verkehrstechnischen Gründen nun den Abriss der beiden noch erhaltenen Stadttore forderten, setzte sich der Oberbürgermeister Otto Winterer dafür ein, sie zu erhalten und auszugestalten. Sein Motto war: „Dörfer haben Dächer, Städte haben Türme!“ Im Juni 1896 begann ein Wettbewerb unter deutschen Architekten, um einen Entwurf für die Ausgestaltung von Martins- und Schwabentor auszuwählen. Das Privathaus an der Westseite des Tores musste zwar beibehalten werden, sollte jedoch eine Durchfahrt im Erdgeschoss erhalten. An der Ostseite konnte das bisher freistehende Tor mit dem Nachbarhaus verbunden werden. Neben Winterer waren Josef Durm, Carl Schäfer, Max Meckel sowie ein Mitglied des Stadtrates als Preisrichter tätig. Allerdings wurde keiner der Wettbewerbsbeiträge umgesetzt. Stattdessen bat die Stadtverwaltung Meckel und Schäfer um Angebote, da sich die Programmbedingungen geändert hätten. So war 1899 der Bau der elektrischen Freiburger Straßenbahn beschlossen worden, was die Zurücksetzung der Privathäuser verlangte, die an die beiden Türme grenzten. Schäfer schlug eine Erhöhung des Martinstors von 22 auf 66 Meter vor, beim Schwabentor von 26 auf 65 Meter. Als Grund nannte er die inzwischen höheren Häuser in der Umgebung. Sein Entwurf kombinierte die bestehenden Bauteile aus dem früher 13. Jahrhundert mit spätgotischen Aufbauen aus dem 15. Jahrhundert. Im Sommer 1901 wurde der Umbau durch den Freiburger Baumeister Eugen Schmidt durchgeführt. Am 28. August 1901 wurde bei beiden Stadttoren Richtfest gefeiert, bevor sie am 14. Oktober mit Inbetriebnahme der Straßenbahn vollendet wurden. Den im April 1902 bei Schäfer beauftragten Entwurf zur Überbauung des Fußgängerwegs an der Ostseite des Tors stellte dieser im Mai 1902 fertig. Die geplante Überbauung durch zwei massive Geschosse sowie ein drittes, das an der Nordseite als Fachwerkkonstruktion ausgeführt werden, jedoch an der Südseite massiv erscheinen sollte, wurde jedoch nicht umgesetzt. Grund hierfür war vermutlich die Ablehnung durch den Besitzer des angrenzenden Hauses gewesen. Ebenfalls von Schäfer stammt der vierteilige Häuserkomplex Kaiser-Joseph-Straße 250–256, den er vierstöckig ausführen ließ, wobei die Vorgängerbauten ein Stockwerk weniger besaßen. Das neue Steildach hatte grün glasierte Ziegel. Da sich immer wieder Ziegel gelöst hatten, wurde es später mit Kupfer gedeckt.
Neben dem Tor wurde ein Torbau, ebenfalls in historisierenden Stil, mit einem zweiten größeren Durchgang errichtet. Die Toraußenseite wurde mit einem aufgemalten deutschen Reichsadler über den Wappen von Freiburg und Baden geschmückt. Diese Bemalung wurde 1951 entfernt. Später wurde über dem Torbogen die Replik einer barocken Sandsteinplatte mit dem Doppeladler des Heiligen Römischen Reichs angebracht.
Um 2013 wurde diskutiert, ob wieder ein Bild auf dem Martinstor angebracht werden soll. Neben dem Hl. St. Martin von Simon Göser sind Darstellungen von Martin Luther King und Joß Fritz im Gespräch. Es gibt auch Kritiker dieser Vorschläge.  Der Gemeinderat beschloss im Mai 2013 die Erarbeitung einer Beschlussvorlage zur Einrichtung einer Kunstkommission, über die im zweiten Halbjahr 2013 entschieden werden sollte. Die Kunstkommission, die ständig bestehen und nicht nur in diesem Fall entscheiden sollte, konnte wegen der Klärung grundsätzlicher Fragen im Jahr 2013 nicht mehr eingerichtet werden. Der Gemeinderat berief im Dezember 2014 die Mitglieder der Kommission, diese nahmen im Frühjahr 2015 ihre Arbeit auf und kamen im Dezember zu dem Schluss: Das Tor soll ohne Bild bleiben. Der Gemeinderat schloss sich der Empfehlung an.

## Gegenwart

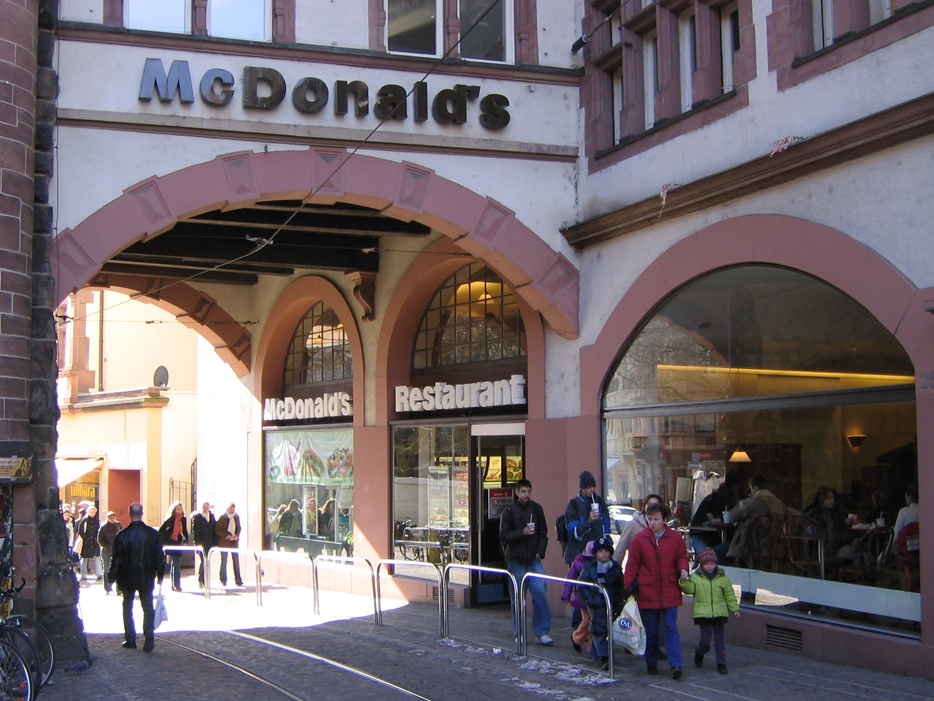
McDonald’s am Martinstor

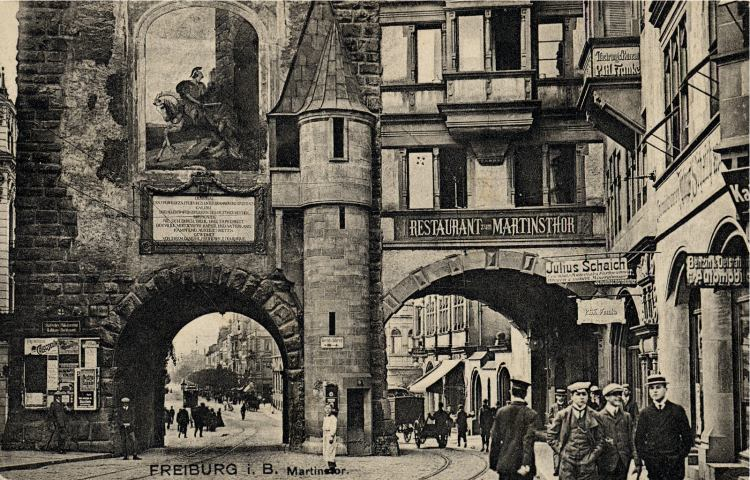
Nahansicht des Tors um 1905 mit Restaurant zum Martinstor und damals noch vorhandenem Bild

Auf der Innenstadt-Seite befindet sich neben dem Torbogen eine Schrifttafel als Erinnerung an die Hexenverbrennungen in Freiburg. Stellvertretend genannt sind die drei Freiburger Bürgerinnen Marghareta Mößmer, Catharina Stadelmann und Anna Wolffart, die 1599 hingerichtet wurden.
Am westlich angrenzenden, beim Umbau 1901 angefügten Torbau befindet sich ein Schnellrestaurant von McDonald’s, das über dem Torbogen auf sich hinweist; der Stadtrat von Freiburg konnte jedoch das Anbringen des rot-gelben Logos der Restaurantkette verhindern.
In der kleinen Seitengasse beim Tor, dem Martinsgässle, befinden sich neben dem Eingang zur Freiburger Markthalle das Martinsbräu.
Der Modellbahnzubehörhersteller Faller bietet ein Bausatzmodell des Martinstors für die Nenngrößen H0 und N an.
Auf der Gedenkmünze 900 Jahre Freiburg ist rechts das Martinstor (Blick von Süden) abgebildet. Das Nebengebäude wurde durch den Künstler leicht abgesetzt.